# Robovo (Boszilovo)
Robovo (macedónul: Робово) település Észak-Macedóniában, a Délkeleti körzet Boszilovói járásában.

## Népesség
| Lakosok száma | 534  | 617  | 627  | 628  | 635  | 586  | 576  | 436  |
|               | 1948 | 1953 | 1961 | 1971 | 1981 | 1991 | 1994 | 2021 |

2002-ben 576 lakosa volt, akik közül 574 macedón, 1 szerb és 1 egyéb nemzetiségű.